# Scellino
Scellino è il nome usato in lingua italiana per indicare monete di vari paesi corrispondenti al soldo, la moneta pari a un ventesimo di libbra di Carlo Magno. Lo scellino valeva quindi 12 denari (pfennig, penny ecc.).
Questo nome è stato usato sia in monete oramai non più in uso che per indicare monete e valute ancora in circolazione. Si pensa che la parola derivi dalla radice skell-, "suonare/risuonare", con il suffisso diminutivo -ing ed è attestata in numerose varianti: skilling (alto tedesco e svedese), schillinc (medio tedesco), schelling (olandese), schilling (tedesco), shilling (inglese) ecc.
Per quanto riguarda l'area italiana tale parola attraverso la lingua tedesca è entrata in varie lingue dell’area padana sotto forma di diverse varianti, che si possono riassumere per comodità nella parola "ghello" (es. schèi o sghèi in veneto, o ghell in lombardo)
L'abbreviazione per scellino è s, dal latino solidus, il nome di una moneta romana. Spesso è scritto informalmente con un segno barra, ad es. 1/6d significa 1 scellino e sei pence (spesso letto in inglese come "one and six"), o, se non ci sono pence (plurale di penny), con un trattino, ad es. "11/-". Molto spesso è usato un segno triangolare o un apostrofo, ad es. "1'6" e "11'-". In Africa è spesso abbreviato con sh.

## Regno Unito
Nel Regno Unito, lo scellino (shilling) era una moneta usata prima della decimalizzazione.
In precedenza, una sterlina era composta da venti scellini e uno scellino valeva dodici pence; quindi 240 pence valevano una sterlina. Con la decimalizzazione, lo scellino fu sostituito dalla moneta da cinque nuovi pence, che all'inizio aveva la stessa dimensione e peso.
La parola shilling viene da scilling, un termine che risale agli Anglosassoni.
In realtà agli inizi era semplicemente una moneta di conto che era quindi usata nei commerci ma non era coniata.

### Il testone
Durante il regno di Enrico VII fu introdotto il testone (testoon) che rappresenta il precursore dello scellino. Era anche detto "tester". La nuova moneta era inserita in una più ampia risistemazione del sistema monetario che era costituito dalle seguenti monete: 
Argento
- Farthing (1/4 d)
- Half penny (1/2 d)
- Penny (1 d)
- Half groat (2 d)
- Groat (4 d)
- Testoon (12 d oppure 1 s)

Oro
- Angel (6 scellini)
- Ryal (10 scellini)
- Sovereign (20 scellini)

Il testone fu prodotto in quantità estremamente limitata, probabilmente verso il 1489, e il fatto che esistano solo tre conii conosciuti di questa monetazione, con quindi tre varietà nella legenda (HENRIC, HENRIC VII ed HENRIC SEPTIM) mostra chiaramente che la moneta non era all'inizio destinata alla circolazione generale. Furono coniati contemporaneamente alle emissioni di prova dei groat e dei mezzi-groat di profilo per cui si può supporre che anche i testoni coniati fossero delle prove. Nello stesso periodo dell'emissione del testone fu coniata per la prima volta la sovrana
Il testoon fu coniato in notevole quantità durante l'ultimo periodo del regno di Enrico VIII, nelle zecche della Torre di Londra di Southwark e di Bristol che hanno prodotto dei testoni nel periodo 1544-1551. Questi testoon erano coniati con argento d bassa lega, come per altro tutte le monete del periodo.
Le monete continuarono ad essere coniate anche dopo la morte di Enrico nel 1547, alla Torre di Londra, a Southwark, forse a Bristol.
Segni di zecca:
Torre di Londradue gigli
giglio
globulo in cerchietto
SouthwarkS
E
BristolWS
Le monete coniate a Southwark hanno al rovescio le legenda "CIVITAS LONDON" (Città di Londra) e quelle di Bristol la legenda "CIVITAS BRISTOLLIE"
Il diritto di queste monete mostra in busto di fronte di Enrico VIII e al rovescio è raffigurata una rosa coronata.
Più tardi, dopo la riforma monetaria del 1551 di Edoardo, la moneta prese il nome di scellino.

### Shilling
Il figlio minore di Enrico VIII, Edoardo VI continuò le emissioni di testoni di bassa lega. Durante il suo regno per la prima volta il testoon fu chiamato scellino; le monete mostrarono il busto del giovane sovrano. A differenza di quelle del padre, le monete di Edoardo VI non possono essere differenziate per le legende poste al rovescio.
Ci sono 6 busti con leggere differenze.
La caratteristica più importante di queste monete è che sono le prime monete inglesi con la data, espressa in numeri romani.
Le monete furono coniate alla Durham House, un edificio che si trova a Londra, sullo Strand, alla Torre di Londra (Tower), e alle zecche di Southwark, un'area di Londra a sud del Tamigi, a Canterbury e Bristol.
Segni di zecca:
Durham House MDXLVIII (1548)arco
Emissione estremamente rara che potrebbe essere una prova o un falso d'epoca.
Durham House MDXLIX (1549)arco
Tower MDXLIX (1549)freccia
uva
PHEON
cigno
Southwark MDXLIX (1549)Y
EY
'Canterbury MDXLIX (1549)rosa
T
Bristol MDXLIX (1549)TC
Tower MDL (1550)leone
giglio
punta di freccia
cignomerlo (marlet) testa coronata di leopardo
Southwark MDL (1550)Y
giglio ed Y
Torre MDLI (1551)leone e rosa
rosa e rosa
Southwark MDLI (1551)Y e giglio
Emissioni non datate (Durham House)arco

#### Fine silver issue
Nel 1551 fu ripristinato il silver standard, quindi il titolo passò da ca. 0,250 al normale 0,925 ("sterling" silver). In inglese queste emissioni sono note come "fine silver issue". Questa emissione ha un ritratto di ottima qualità ed è ricercata dai collezionisti. Anche se è stata coniata in grande quantità normalmente si trova in condizioni non buone e spesso è forata.
Segni di zecca:
Tower. senza data (1551)Y
Tower. senza data (1551-3): botte

### Maria
Nessuno scellino fu coniato in Inghilterra sotto la regina Maria prima del suo matrimonio nel 1554, mentre furono coniati scellini irlandesi con il ritratto di Maria nel 1553 e nel 1554 prima del matrimonio con Filippo II.
Furono coniati degli scellini dopo il matrimonio di Maria con Filippo. Per migliorare la popolarità di Filippo, il suo ritratto fu posto in queste monete, di fronte a quello di Maria. Queste monete sono relativamente rare, ciononostante appaiono di frequente sul mercato. Ne esistono due varianti principali, una che reca anche i titoli spagnoli: (PHILIP[pus] ET MARIA D[ei] G[ratia] R[eges] ANG[liae] FR[anciae] NEAP[olis] PR[incipes] HISP[aniae]") e l'altra con i soli titoli inglesi (PHILIP[pus] ET MARIA D[ei] G[ratia] REX ET REGINA.
Molte di queste monete avevano la data scritta con i numeri arabi e alcune avevano anche l'indicazione del valore in pence (X__II) sopra lo stemma reale. Esiste anche una varietà molto rara con le date sotto il busto. Tutte le monete furono coniate alla zecca della Torre di Londra.

### Elisabetta
Uno dei primi eventi del regno di Elisabetta I fu contromarcare gli scellini di Edoardo VI per riassegnare il valore reale. Queste monete furono contromarcate con una grata o un levriero e sono estremamente rare. Le monete con la grata furono valutate quattro pence e mezzo mentre quelle con il levriero due pence e un farthing.
Poco dopo iniziò una grande coniazione con la produzione di migliaia di pezzi d'argento. Anche lo scellino non fece eccezione e fu coniato in grande quantità. Nella nuova produzione mancavano le date ma furono usati segni di zecca che permettono comunque la datazione. Lo scellino non fu prodotto nel periodo 1562-82, ma le coniazioni successive furono particolarmente abbondanti e sono ampiamente disponibili per i collezionisti.
Segni di zecca:

Monetazione al martello (tutte le monete furono prodotte alla Torre)
- giglio (1559-1560)
- croce ricrociata (1560-61)
- merla (1560-61)
- campana (1582-83)
- A (1582-84)
- conchiglia (1584-86)
- crescente (1587-89)
- mano (1590-92)
- tonno (1592-95)
- balla di lana (1594-96)
- chiave (1595-98)
- ancora (1597-1600)
- 1 (1601)
- 2 (1602)

Monetazione meccanica (solo alla Torre)
- stella (1560-1)

Le emissioni coniate meccanicamente furono prodotte da Eloye Mestrelle, un ex dipendente della zecca di Parigi che era caduto in disgrazia e che si era trasferito a Londra dove aveva trovato lavoro presso la zecca situata alla Torre.
Mestrelle coniò monete usando l'energia prodotta da cavalli. L'emissione ebbe successo, specialmente con le monete da sei pence e con lo scellino. Furono coniate anche monete d'oro. Tuttavia dopo qualche tempo la produzione meccanica fu interrotta a causa delle dispute con i lavoratori della zecca che vedevano in pericolo il loro lavoro.
Anche se Mestrelle trovò difficile la produzione delle monete più piccole, i pezzi da sei pence e da uno scellino furono prodotti in grande quantità. Attualmente lo shilling è più raro dei sei pence e spesso si trova forato, montato ecc. Comunque, anche se in condizioni non buone, sono monete ancora disponibili per i collezionisti.

### Giacomo I
Durante il regno di Giacomo I la monetazione proseguì con le stesse linee che aveva con Elisabetta ma le monete ora presentavano l'indicazione del valore (XII) davanti al busto del re. Alcuni scellini furono coniati con una piuma sopra lo stemma (argento gallese).
Segni di zecca:

Prima coniazione (legenda al rovescio Exurgat deus dissipentur inimici)
- giglio (1603-4)
- cardo (1603-4)

Seconda coniazione (legenda al rovescio Quae deus coniunxit nemo seperat, barba con taglio squadrato)
- giglio (1604-5)
- rosa (1604-6)
- conchiglia (1606-7)
- uva (1607)
- corona (1607-9)
- chiave (1609-10)
- stella (1611-2)
- torre (1612-3)
- trifoglio (1613)
- tonno (1613-5)
- cinquefoglie (1613-5)
- libro chiuso (1615-6)
- croce piena (1617-18)

Terza coniazione (capelli molto lunghi e arricciati)
- rotelle di sperone (1619-20)
- rosa (1620-1)
- cardo (1621-3)
- giglio (1623-4)
- trifoglio (1624

emissione WELSH (gallese), con piuma sopra lo scudo
- cardo (1621-3)
- giglio (1623-4)
- trifoglio (1624)

### Sovrani successivi
Con l'eccezione già vista di Maria I, lo scellino fu coniato sotto tutti i regnanti e anche durante il periodo del Commonwealth of England.
Fino al regno di Edoardo VII i monarchi emisero un'ampia varietà di tipi. Durante i primi anni del regno di re Giorgio III furono coniati pochissimi scellini (come peraltro altre monete d'argento), anche se ci fu una notevole emissione nel 1787. Nel 1763 furono emessi scellini a nome di re Giorgio III dall'Earl del Northumberland per commemorare l'ascesa al trono del re.
Questa emissione è ora particolarmente rara, ma le voci dell'epoca, che affermavano che ne erano stati coniati solo per un valore di 100 sterline (2000 pezzi), sono probabilmente false.
Nel 1787 i cuori furono dimenticati nello stemma degli Hannover per errore, ma l'errore era così piccolo che passò diverso tempo prima che fosse notato e corretto. Entrambe le varianti hanno la stessa quotazione nel mercato dei collezionisti.
Nel 1798 un banchiere londinese, Doriens Magens, fece coniare un'emissione di 10 000 pezzi, ma il governo decise che era illegale e le monete furono richiamate e fuse. Ne sono noti solo 4 esemplari.
Dopo la grande riconiazione delle monete britanniche del 1816, lo scellino fu standardizzato a un peso di 5,7 grammi e un diametro di 24 mm. Nel 1920, come le altre monete britanniche d'argento, il titolo passò da 92,5% (sterlina) al 50% e nel 1947 fu coniato in solo cupronichel.
La moneta da uno scellino emessa in gran parte del XX secolo era di dimensioni e peso quasi identica a quella tedesca da 1 marco (sufficientemente simile da ingannare i distributori automatici). Ciò rifletteva il tasso di cambio che esisteva prima della prima guerra mondiale di 20 marchi per una sterlina; alla fine della circolazione dello scellino il marco, invece, valeva sei volte di più.
Durante il regno di Elisabetta II lo scellino fu coniato sia con lo stemma inglese con i "tre leoni" (tecnicamente tre leopardi passanti) che con quello scozzese con il leone rampante.

### Fine
L'ultima emissione dello scellino coniata per la circolazione data al 1967, anche se nel 1970 ne furono emessi alcuni pezzi a specchio per le serie dedicate ai collezionisti.
Nel 1968 una nuova moneta decimale, la moneta da "five new pence" iniziò a prenderne il posto, avendo le stesse dimensioni e peso. Lo scellino rimase in circolazione accanto alla nuova moneta da 5p fino al 1990, quando quest'ultima fu sostituita da una nuova moneta più piccola.

## Scellino irlandese
Nella Repubblica d'Irlanda lo scellino fu emesso con il nome di scilling in irlandese. La repubblica mantenne il valore originale di 12d per questa moneta. Fu emesso fino al 1969 e dopo il 1971, come nel Regno Unito, era usata indifferentemente al posto della nuova moneta da 5 pence che ne aveva preso il posto con lo stesso valore. Quando nel 1992 la Central Bank of Ireland emise un pezzo da 5 pence più piccolo, uscì dalla circolazione. La moneta è ancora cambiabile, come tutte le altre monete irlandesi uscite dalla circolazione, presso la Banca centrale.

## Scellino australiano
Lo scellino australiano, dal valore di 1/20 di sterlina australiana, fu emesso la prima volta nel 1910, con lo stemma australiano al rovescio e il ritratto di re Edoardo VII al dritto. Lo stemma fu mantenuto anche durante il regno di Giorgio V, fino a che non fu introdotto un nuovo disegno con la testa di un ariete per le monete di re Giorgio VI. Questo disegno fu mantenuto fino al 1963, anno dell'ultima emissione. Nel 1966 la moneta dell'Australia fu decimalizzata e lo scellino venne sostituito dalla moneta da 10 cent, mentre 10 scellini furono cambiati per un dollaro australiano.

## Scellino dell'Africa orientale
Lo scellino dell'Africa orientale fu usato nelle colonie e protettorati britannici della Somalia britannica, Kenya, Tanganica, Uganda e Sultanato di Zanzibar dal 1920, quando sostituì la rupia, fino a quando questi paesi non divennero indipendenti e in Tanzania rimase fino a quando questo paese non si formò con l'unione del Tanganica indipendente e della Repubblica Popolare di Zanzibar nel 1964.
Con l'indipendenza del 1960, lo scellino dell'Africa orientale, che circolava nel nord della Somalia, cioè nella ex Somalia britannica, e il somalo, che circolava nel sud, cioè nella ex Somalia italiana, furono sostituiti entrambi dallo scellino somalo.
Nel 1966 l'Unione Monetaria dell'Africa orientale si ruppe e i paesi membri sostituirono le loro valute rispettivamente con lo scellino keniota, lo scellino ugandese e lo scellino tanzaniano. Queste tre valute hanno attualmente valori diversi, ma vi sono stati progetti per reintrodurre lo scellino dell'Africa orientale come moneta comune dei tre paesi nel 2009.

## Altri scellini
Monete con lo stesso nome o con nome simile sono state emesse in Sudafrica e Nuova Zelanda prima della decimalizzazione negli anni 1960, in Austria (Schilling) fino all'avvento dell'euro, nei paesi scandinavi (skilding) prima dell'Unione monetaria scandinava del 1873 e nella città di Amburgo in Germania.
Il sol (in seguito sou), che deriva anch'esso il proprio nome da quello della moneta romana solidus, era una moneta francese che aveva lo stesso valore dello scellino, mentre il "sol" usato nel Perù deriva il proprio nome dalla parola spagnola che indica il sole.
Lo scellino fu usato anche a Malta prima della decimalizzazione del 1972 e aveva il valore di cinque cent maltesi.
Altri paesi che hanno fatto parte dell'Impero britannico usano ancora informalmente il termine shilling o la variante locale shillin.
Nella lingua malese, parlata nella Malaysia, la parola "syiling" significa "moneta". A Vanuatu e nelle isole Salomone, la parola "selen" è usata in bislama e in pijin nel significato generico di "denaro" e in Egitto e in Giordania lo shillin arabo (شلن) è pari a 1/20 della sterlina egiziana o del dinaro giordano. Negli Stati Uniti durante il periodo coloniale erano usate le monete britanniche e a volte nella letteratura americana ci sono riferimenti allo scellino.

### Esplicative
1. ↑  Il penny era abbreviato d, dal latino denarius e la sterlina, in inglese pound, cioè libbra, era abbreviato L o £, dal latino libra. Il sistema era chiamato £sd

### Bibliografiche
1. ↑   Shilling, su dictionary.reference.com.
2. ↑   The Gentleman's Magazine, 1841.
3. ↑   English Coins.
4. ↑   Description of Somalia shilling. URL consultato il 12 febbraio 2008 (archiviato dall'url originale il 10 marzo 2007).
5. ↑   Dissoluzione dell'Unione Monetaria dell'Africa orientale. URL consultato il 12 febbraio 2008.
6. ↑   East African Business Council - Fact Sheet: Customs Union. URL consultato il 12 febbraio 2008 (archiviato dall'url originale il 10 marzo 2007).